# ニアネス・オブ・ユー:ザ・バラード・ブック
| 専門評論家によるレビュー | 専門評論家によるレビュー |
| レビュー・スコア         | レビュー・スコア         |
| 出典                     | 評価                     |
| ------------------------ | ------------------------ |
| Allmusic                 | [ 1 ]                    |

『ニアネス・オブ・ユー:ザ・バラード・ブック』(Nearness of You: The Ballad Book) は、サクソフォーン奏者マイケル・ブレッカーの7枚目のスタジオ・アルバム。伴奏は、ピアノがハービー・ハンコック、ギターがパット・メセニー、ベースがチャーリー・ヘイデン、ドラムスがジャック・ディジョネットで、特別ゲストとしてジェームス・テイラーが参加したこのアルバムは、ヴァーヴ・レコードから2001年6月19日にリリースされた。
ブレッカーは、「チャンズ・ソング」におけるソロで、8個目のグラミー賞となる最優秀ジャズ・インストゥメンタル賞を受賞した。ジェームス・テイラーも「ドント・レット・ミー・ビー・ロンリー・トゥナイト」で4個目のグラミー賞となった最優秀男性ポップ・ボーカル・パフォーマンス賞を受賞した。このカテゴリーをアメリカ人が受賞したのは、1991年を対象として1992年に授賞式がおこなわれた第34回グラミー賞のマイケル・ボルトン以来のことであった。

## トラックリスト
| #         | タイトル                                                                              | 作詞                                                                                  | 作曲・編曲                                                                            | 時間 |
| --------- | ------------------------------------------------------------------------------------- | ------------------------------------------------------------------------------------- | ------------------------------------------------------------------------------------- | ---- |
| 1.        | 「チャンズ・ソング (Chan's Song)」                                                    | ハービー・ハンコック                                                                  | ハービー・ハンコック                                                                  | 5:15 |
| 2.        | 「ドント・レット・ミー・ビー・ロンリー・トゥナイト (Don't Let Me Be Lonely Tonight)」 | ジェームス・テイラー                                                                  | ジェームス・テイラー                                                                  | 4:43 |
| 3.        | 「ナセント (Nascente)」                                                               | ムリリョ・アンテューンズ (Murilo Antunes)、 フラヴィオ・ヴェントゥリーニ （ 英語版 ） | ムリリョ・アンテューンズ (Murilo Antunes)、 フラヴィオ・ヴェントゥリーニ （ 英語版 ） | 6:18 |
| 4.        | 「ミッド・ナイト・ムード (Midnight Mood)」                                            | ジョー・ザヴィヌル                                                                    | ジョー・ザヴィヌル                                                                    | 6:22 |
| 5.        | 「ザ・ニアネス・オブ・ユー (The Nearness of You)」                                    | ホーギー・カーマイケル 、 ネッド・ワシントン （ 英語版 ）                             | ホーギー・カーマイケル 、 ネッド・ワシントン （ 英語版 ）                             | 4:37 |
| 6.        | 「インカンデセンス (Incandescence)」                                                  | マイケル・ブレッカー                                                                  | マイケル・ブレッカー                                                                  | 5:21 |
| 7.        | 「サムタイムズ・アイ・シー (Sometimes I See)」                                        | パット・メセニー                                                                      | パット・メセニー                                                                      | 5:26 |
| 8.        | 「マイ・シップ (My Ship)」                                                            | クルト・ヴァイル 、 アイラ・ガーシュウィン                                            | クルト・ヴァイル 、 アイラ・ガーシュウィン                                            | 7:10 |
| 9.        | 「オールウェイズ (Always)」                                                           | アーヴィング・バーリン                                                                | アーヴィング・バーリン                                                                | 5:37 |
| 10.       | 「セヴン・デイズ (Seven Days)」                                                       | メセニー                                                                              | メセニー                                                                              | 5:32 |
| 11.       | 「アイ・キャン・シー・ユア・ドリームス (I Can See Your Dreams)」                      | ブレッカー                                                                            | ブレッカー                                                                            | 3:50 |
| 合計時間: | 合計時間:                                                                             | 58:11                                                                                 |                                                                                       |      |

- 日本盤CDには、ボーナストラックとして、「セイ・イット~ジョン・コルトレーンに捧ぐ」(Say It (Over And Over Again))（フランク・レッサー、ジミー・マクヒュー）が収録されている[3]。

## パーソネル
- マイケル・ブレッカー – テナー・サクソフォーン
- パット・メセニー – ギター
- ハービー・ハンコック – ピアノ
- チャーリー・ヘイデン – ダブルベース
- ジャック・ディジョネット – ドラムス
- ジェームス・テイラー – ヴォーカル （トラック 2 & 5）

## チャート
| チャート（2001年）         | 最高位 |
| -------------------------- | ------ |
| ビルボード Top Jazz Albums | 5      |

## 受賞
2001年を対象として2002年に授賞式がおこなわれた第44回グラミー賞
| 年     | 受賞                 | タイトル                                         | カテゴリ                                     |
| ------ | -------------------- | ------------------------------------------------ | -------------------------------------------- |
| 2001年 | マイケル・ブレッカー | チャンズ・ソング                                 | 最優秀ジャズ・インストゥメンタル賞           |
| 2001年 | ジェームス・テイラー | ドント・レット・ミー・ビー・ロンリー・トゥナイト | 最優秀男性ポップ・ボーカル・パフォーマンス賞 |